# Małgorzata Klimek
Małgorzata Klimek (sinh ngày 16 tháng 7 năm 1957) là nhà toán học giải tích và nhà vật lý toán học Ba Lan. Bà rất nổi tiếng với nghiên cứu về đạo hàm phân số (fractional calculus) và phương trình vi phân phân số. Bà là giáo sư giảng dạy tại Viện Toán học và Trưởng khoa Cơ khí và Khoa học Máy tính tại Đại học Công nghệ Częstochowa ở Ba Lan.

## Sự nghiệp
Klimek sinh ngày 16 tháng 7 năm 1957 tại Bielsko-Biała. Bà học thạc sĩ toán học tại Đại học Khoa học và Công nghệ Wrocław năm 1981. Bà được phong hàm Tiến sĩ vào năm 1993 tại Viện Vật lý Lý thuyết thuộc Đại học Wrocław, Jerzy Lukierski là người hướng dẫn đề tài.   Bà nhận bằng Habilitation à diriger les recherches (một loại bằng chứng nhận đủ năng lực, tư cách để hướng dẫn và nghiên cứu) tại Viện Vật lý Lý thuyết vào năm 2003.
Năm 1985, Klimek làm việc tại Đại học Công nghệ Częstochowa. Bà được phong giáo sư chính thức vào năm 2015,  và là Trưởng khoa Kỹ thuật Cơ khí và Khoa học Máy tính. Bà là chủ tịch Chi nhánh Częstochowa của hội Toán học Ba Lan giai đoạn 2011–2013.

## Tôn vinh
Klimek được hiệu trưởng của Đại học Công nghệ Częstochowa trao nhiều giải thưởng cho những thành tựu trong nghiên cứu. Năm 2010, bà được Ủy ban Giáo dục Quốc gia trao huy chương.